# هجوم ينبع
هجوم ينبع هجوم مسلح قام به 4 عناصر من تنظيم القاعدة في جزيرة العرب صبيحة يوم السبت 12 ربيع الأول 1425 هـ الموافق 1 مايو 2004 على مقر شركة أي بي بي السويسرية للمعدات الكهربائية ونجم عنه مصرع 7 أشخاص وجميع المهاجمين. واستهدف الهجوم الموظفين الغربيين القاطنين في مدينة ينبع الصناعية فسقط أمريكيان وبريطانيان وأسترالي وكندي توفي بعد 15 يوماً متأثراً بجراحه كما قتل فرد من أفراد الحرس الوطني السعودي. خطط للعملية مصطفى الأنصاري وهو ممن سبق له الجهاد في أفغانستان ثم في الصومال أما الثلاثة الآخرون فيعملون في المدينة الصناعية ما سهل لهم اختراق الحواجز الأمنية فاقتحمت المجموعة مقر شركة أي بي بي وبدأوا بإطلاق النار فقتلوا 5 أشخاص ورجل أمن ثم سحلوا أحدهم في الشوارع ثم فروا من الموقع صوب الحي السكني لتبدأ مطاردتهم في المجمع السكني واستولوا على عدد من السيارات ليفروا من المطاردة لكن ما لبثوا حتى قتل ثلاثة منهم وأصيب مصطفى الأنصاري قبل أن يتوفى لاحقا.

## المسؤولية
رمى ولي العهد السعودي آنذاك عبد الله بن عبد العزيز بالمسؤولية على أياد صهيونية، لكن عبد العزيز المقرن زعيم القاعدة آنذاك والذي قتل بعد هذه العملية بقريب من 3 أشهر أكد مسؤولية القاعدة في جزيرة العرب عن العملية. وبعد أقل من شهر تلا هذه العملية هجوم مماثل لكن بحدة أكبر وهو هجوم الخبر الذي ذهب ضحيته 22 قتيلا.

## المحاكمات
في منتصف جمادى الآخرة 1432 هـ الموافق مايو 2011 طلب الإدعاء العام السعودي ايقاع عقوبة الإعدام في 11 شخصا كان له يد في هذه العملية وإيواء أفرادها ومعاونتهم، أقر المتهمون بمسؤوليتهم وأوردوا في اعترافتهم أنهم قامو بهذه العملية انتقاما من الجيش الأمريكي الذي كان يطبق حصارا على الفلوجة قبل أن تشتبك مع جماعة التوحيد والجهاد بقيادة أبو مصعب الزرقاوي وعمر حديد في معركة الفلوجة الأولى التي هزم في الجيش الأمريكي وأجلي على إثرها من الفلوجة.